# Шувалов, Иван Иванович
Ива́н Ива́нович Шува́лов (1 [12] ноября 1727, Москва — 15 [26] ноября 1797, Санкт-Петербург) — русский государственный деятель и меценат, фаворит императрицы Елизаветы Петровны; друг и покровитель учёного-энциклопедиста М. В. Ломоносова, вместе с ним — инициатор учреждения Московского университета (в 1755) и Академии художеств (в 1757).
Генерал-адъютант (1760), обер-камергер (1778), действительный тайный советник (1773). Графского титула он (в отличие от своих двоюродных братьев) не имел. Почётный член Императорской Академии наук (1778), действительный член Императорской Российской академии (1783), член Лондонского королевского общества (1758). Один из создателей Академического словаря.

## Биография
Иван Шувалов родился в небогатой дворянской семье. Рано, в возрасте 14-ти лет, лишился отца, служившего в гвардии, воспитывался матерью Татьяной Родионовной Ратиславской (именины которой впоследствии увековечил как день основания Московского университета, Татьянин день). Отец Ивана — Иван Максимович младший — служил капитаном в гвардии под началом графа Миниха, получил тяжелую рану на приступе к Очакову (1737) и умер в глубокой старости. Прозвище младший (меньшой) получил, чтобы отличать его от старшего брата, тоже Ивана Максимовича.
В детстве жил в Москве и в имении деда в Смоленской губернии. В Москве занимался языками и математикой (имел общего учителя с А. В. Суворовым), впоследствии получил привычку к самообразованию, много читал, увлекаясь французской литературой. Современники отмечали высокую образованность Шувалова, который много общался с М. В. Ломоносовым, наблюдал его опыты, конспектировал ломоносовскую Риторику.

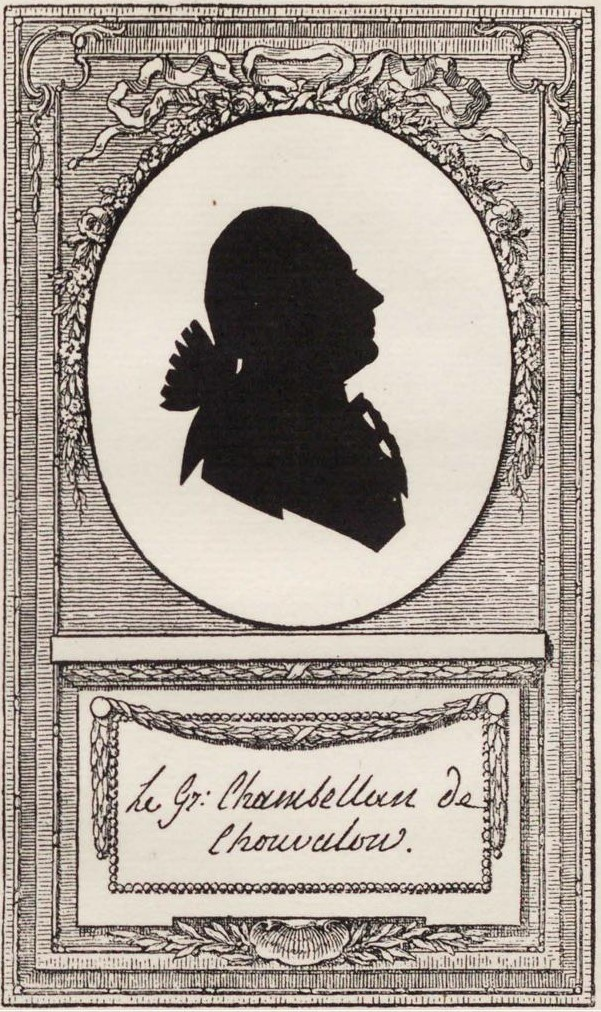
Силуэт Шувалова И. И., XVIII век

Благодаря покровительству двоюродных братьев, Александра и Петра Шуваловых, участников дворцового переворота 1741 года, Шувалов оказался при императорском дворе. В 1742 году начал придворную службу в чине камер-пажа. В 1749 году получил чин камер-юнкера. В том же году стал фаворитом императрицы Елизаветы Петровны. В 1751 году был назначен камергером, но от дальнейших званий и почестей отказывался, состоя до конца царствования в чине 4-го класса и даже не приняв титула графа, хотя иногда Шувалова ошибочно называют графом, полагая, что человек такого уровня, такой близости к высшей власти не может обходиться без знаков принадлежности к дворянскому сословию.
И. И. Шувалов… среди тогдашней знати отличался мягкостью, людскостью обращения, который, прежде всего, старался сохранить со всеми добрые отношения, особенно же с людьми, выдающимися заслугами и способностями, старался казаться совершенно беспристрастным, свободным от воззрений своих родственников-графов Петра и Александра Шуваловых, старался „благородным учтивством“ и услугами сделать свой фавор приятным и желанным.С. М. Соловьёв
В 1750-е годы и особенно в 1760—1761 власть Шувалова распространялась на все области государственного управления, что оказало заметное влияние на внутреннюю и внешнюю политику России. Шувалов единственный пользовался правом доклада у императрицы, готовил многие указы и объявлял Сенату или губернаторам повеления императрицы; в частности в области внешней политики он значительно способствовал сближению России с Францией.
Шувалов содействовал развитию русской науки и искусства, оказывал покровительство учёным, писателям и художникам. В числе прочего он поддерживал многие начинания М. В. Ломоносова. Под его покровительством в 1755 году был основан Московский университет (Шувалов стал его первым куратором), а в 1757 году создана Академия художеств (Шувалов был её президентом до 1763 г.). 21 сентября 1757 года был произведён в генерал-поручики.
Шувалова называли «министром новорожденного русского просвещения». Он не только сам понял исключительную важность развития образования для будущего страны, но сумел убедить в этом императрицу Елизавету Петровну столь твёрдо, что она взяла первенца российского образования — Московский университет — под свою непосредственную протекцию.
Во второй половине 1750-х годов был членом петербургской масонской ложи, которую возглавлял Р. И. Воронцов.
После воцарения Екатерины II Шувалов оказался в опале. Из всех государственных постов и должностей за ним был сохранён только один — куратора Московского университета. С 1763 по 1777 годы он находился за границей (официально — в отпуске «по болезни»), выполнял ряд дипломатических и других поручений русского правительства, произведён 21 апреля 1773 года в действительные тайные советники. Попутно занимался собиранием коллекции произведений искусства. Впоследствии передал свою коллекцию Академии художеств и Эрмитажу. Вернувшись в Россию, в политической жизни активно не участвовал.
28 июня 1778 года назначен обер-камергером Двора Её Императорского Величества.
С 29 декабря 1778 года — куратор Московского университета, обер-камергер, действительный тайный советник Шувалов был избран почётным членом Императорской академии наук, а 21 октября 1783 года он был назначен действительным членом только что учреждённой Императорской Российской академии.
Шувалов был похоронен в Благовещенской церкви Александро-Невской лавры.

### Имение
Ивану Шувалову принадлежало имение в селе Байково (Кесовогорский район Тверской области).

### Дворец в Петербурге

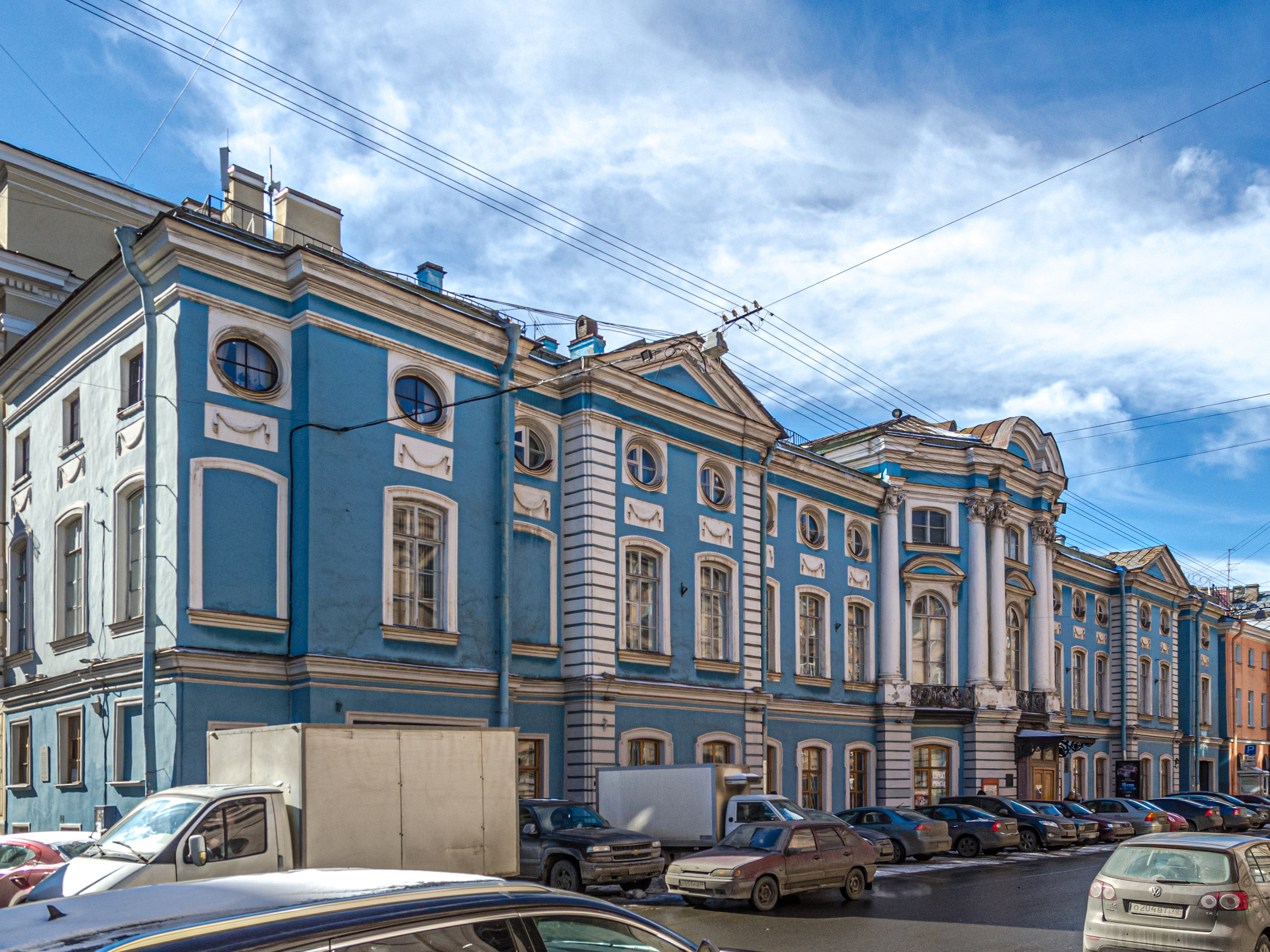
Дворец Шувалова на Итальянской улице, Санкт-Петербург

Особняк Шувалова (Малая Садовая, 1/Итальянская, 25) был построен в стиле барокко в 1749–1756 годы архитектором С. И. Чевакинским. С 1802 по 1917 год здесь находилось Министерство юстиции Российской империи, затем Временного правительства.

## Память
- Около Фундаментальной Библиотеки МГУ стоит памятник И. И. Шувалову — основателю Московского Университета.
- Памятник установлен в круглом дворе здания Академии художеств (Санкт-Петербург, Университетская наб., 17), президентом которой И. Шувалов был 1757—1763 гг.

Имя Шувалова носят:
- Улица Шувалова в Москве;
- Шуваловский учебный корпус при Московском государственном университете;
- Государственное бюджетное образовательное учреждение города Москвы «Шуваловская школа № 1448»[10];
- Астероид (8609) Шувалов.
- Условное название художник Шувалова было дано Джоном Бизли аттическому художнику, работавшему в краснофигурном стиле в 440 и 410 годами до н. э. по именной вазе амфоре, приобретенной Шуваловым в XVIII веке для собрания графини Шуваловой, находится в коллекции Эрмитажа, Санкт-Петербург[11].

## Киновоплощения
- «Распутная императрица» (1934) — Ганс Генрих фон Твардовский
- «Михайло Ломоносов» (1955) — Владимир Сошальский
- «Михайло Ломоносов» (1986) — Дмитрий Писаренко
- «Пером и шпагой» (2008) — Михаил Разумовский
- «Великая» (2015) — Геннадий Смирнов